# 植村文楽軒
初世植村 文楽軒（うえむら ぶんらくけん） 1810年7月9日（60才）没。人形浄瑠璃・文楽座(劇場名および団体名)の源流。本名は正井与兵衛（嘉兵衛との説もある）。また、植村姓を本人は名乗っていないとの説もある。素人浄瑠璃語りとしての号も「文楽」であり、「文楽軒」ではないとの説もある。但し子孫から「初代文楽軒」と呼ばれていた事は、資料もあり確実である。

## 初代
淡路国津名郡仮屋浦（現・兵庫県淡路市仮屋）の出身と言われている。寛政頃に大坂高津新地、高津入堀川に架かる高津橋南詰西の浜側（現・大阪市中央区日本橋）に浄瑠璃の稽古場を開設。その後、私財を投入して人形入りの浄瑠璃興行を始めたと言われている。彼の素人浄瑠璃語りとしての号である「文楽」が後の「文楽座」という名称の源流になる。のち堀江市之側（現・大阪市西区北堀江）に小屋を移転。墓所は大阪市天王寺区下寺町にある円成院。他にも供養塔が淡路島の勝福寺、尾道の海龍寺にある。戒名は「釋樂道」。

## 2世以降
代数については、諸説や異論がある。
- 2世は初世の妻・てるの甥で本名を正井貞蔵。のちに嘉兵衛と名乗る。1819年6月12日（36才）没。1811年に堀江市之側にあった小屋を博労町の博労町稲荷社・現在の難波神社境内に転移させ興行を始める。これは「いなりの芝居」と呼ばれた。
- 4世（3世とも）は初世の孫にあたり、2世貞蔵の子で本名を正井大蔵。のちに植村姓に改姓し、楽翁・文楽翁を名乗る。1887年2月15日（75才）没。「いなりの芝居」の経営を引き継ぎ隆盛に導いたが、天保の改革による宮地芝居の禁止で各地を転々としながら苦難の興行を続けた。1856年には再度博労町の稲荷社境内に戻り興行を復活した。この頃から「文楽軒の芝居」「文楽芝居」などと呼ばれるようになった。

　のち、小屋を1872年に松島新地に移転させ、劇場を新築し「松島文楽座」を開場した。その後、1884年に御霊神社内に劇場を再度移転させ「御霊文楽座」を開場し、文楽座の黄金期をもたらした。
- 5世は大蔵の実子で本名を植村大助。1890年2月28日（49才）没。父から経営を引き継いだ。
- 6世は大助の実子。本名を植村泰蔵。1915年6月11日（46才）没。経営不振により文楽座を松竹に譲渡した。